# Prześladowanie polskiego Kościoła katolickiego w czasie okupacji niemieckiej

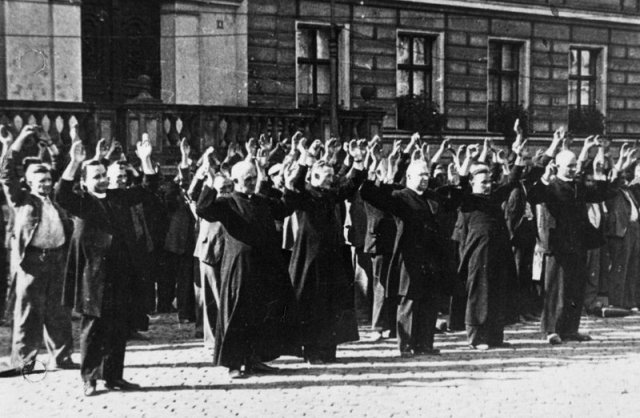
Publiczna egzekucja polskich księży i cywilów w Bydgoszczy 9 września 1939 roku po tzw. Krwawej niedzieli.

Prześladowanie polskiego Kościoła katolickiego w czasie okupacji niemieckiej – zamierzone, czynne i ustawiczne działania okupantów niemieckich od 1 września 1939 na ziemiach polskich, mające na celu fizyczną eksterminację Kościoła katolickiego, zarówno duchowieństwa, jak i wiernych świeckich. Działania te przebiegały w ramach programu Intelligenzaktion, którego celem było wyniszczenie polskich elit na ziemiach włączonych do III Rzeszy.
Kościół katolicki w Polsce, uważany za część elit inteligencji polskiej, był brutalnie prześladowany przez nazistów podczas niemieckiej okupacji w latach 1939–1945. Represje były najdotkliwsze na terenach zaanektowanych przez nazistowskie Niemcy, gdzie świątynie były systematycznie zamykane, a większość kleru zamordowana, uwięziona lub deportowana. Z całego terenu przedwojennej Polski co najmniej 1811 duchownych, zarówno diecezjalnych, jak i zakonnych, zginęło w niemieckich obozach koncentracyjnych. Szacuje się, iż 3000 prezbiterów polskich zostało zabitych w czasie II wojny światowej. Setki kościołów i klasztorów zostało skonfiskowanych, zamkniętych lub zdewastowanych. W tym okresie bezpowrotnie zaginęły dzieła sztuki sakralnej. Nienawiść w stosunku do kleru jako przywódców lokalnych społeczności wynikała też z ogólnego planu rozprawienia się z kulturą polską. W germanizacyjnych planach Hitlera nie było miejsca dla chrześcijaństwa.

## Tło

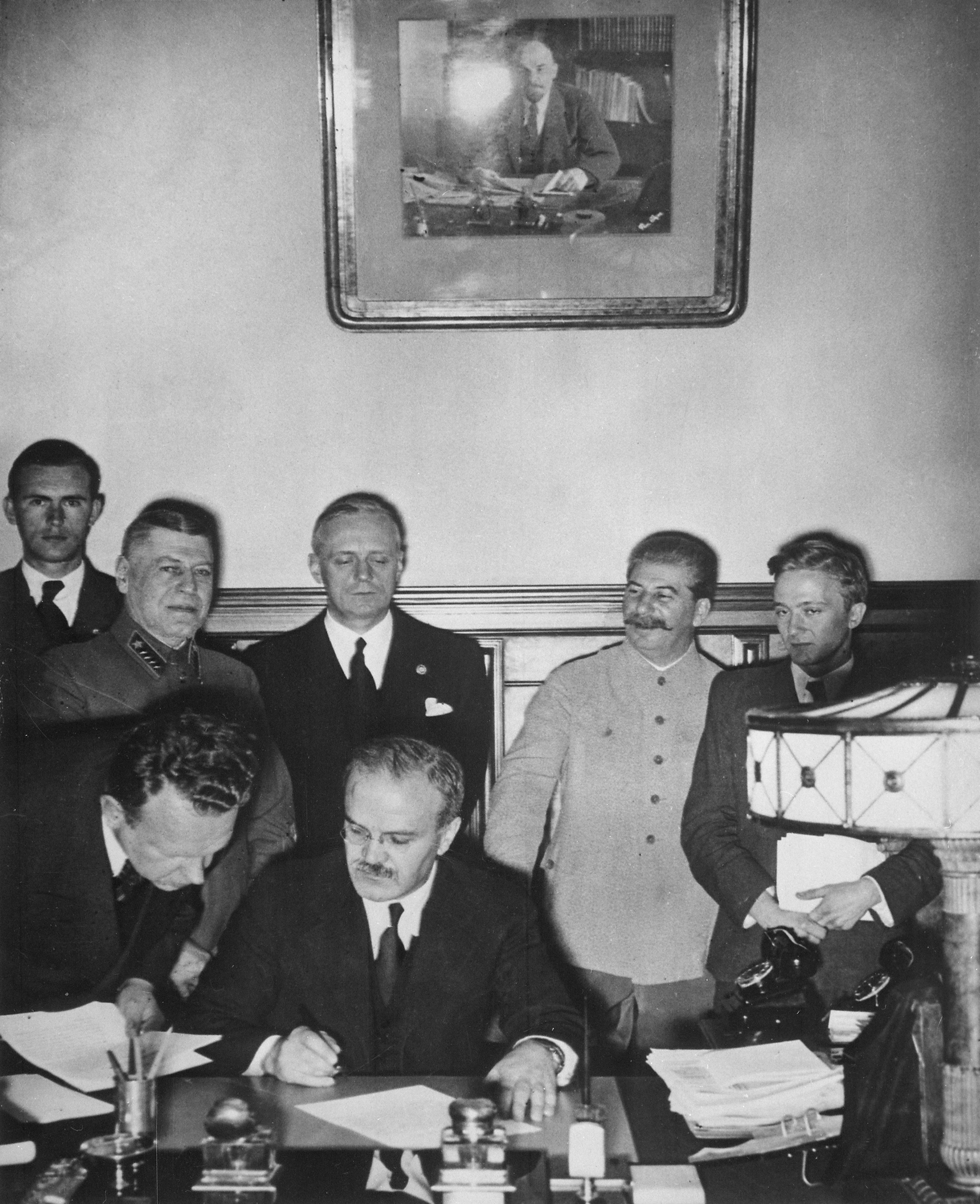
Podpisanie paktu Ribbentrop-Mołotow

Katolicyzm miał w Polsce prawie tysiącletnią historię. Brytyjski historyk Richard Evans napisał, iż Kościół katolicki był instytucją, która „bardziej niż wszystkie inne przyczyniła się do zachowania polskiej tożsamości na przestrzeni wieków”. Do 1939 około 65 procent Polaków wyznawało katolicyzm. Inwazja nazistowskich Niemiec na w przeważającej części katolicką Polskę dała początek II wojnie światowej. Wielka Brytania i Francja wypowiedziały III Rzeszy wojnę, zaś Związek Radziecki zagarnął wschodnią część kraju, zgodnie z ustaleniami wcześniej podpisanego paktu Ribbentrop-Mołotow. Kościół katolicki w Polsce stanął przed wyzwaniem dekad prześladowań zarówno z ręki nazistów niemieckich, jak i komunistów radzieckich.
Niemcy najechały Polskę od zachodu 1 września 1939. Data ta stała się początkiem brutalnej okupacji. Zgodnie z rasistowską ideologią nazistów oznaczono Żydów jako przeznaczonych na eksterminację, zaś Polaków, w przeważającej części katolików, uznano za rasę niższą. Żydów gromadzono w gettach i zaczęto eksterminować w obozach koncentracyjnych. Wobec inteligencji polskiej, nie wyłączając duchowieństwa i urzędników, rozpoczęto kampanię terroru, również oni zostali przeznaczeni do eksterminacji. Szeroko stosowano wysyłkę do pracy przymusowej. Armia Czerwona najechała Polskę od wschodu 17 września 1939. Również władze radzieckie odpowiedzialne są za represje wobec katolików i ich duchowieństwa. Szczególnie to ostatnie uważane było za „wrogą klasę”. W czerwcu 1941 Rzesza rozpoczęła Operację Barbarossa, łamiąc pakt o nieagresji, zajmując pozostałą część terenów przedwojennej Rzeczypospolitej, które we wrześniu 1939 zagarnął ZSRR. Norman Davies napisał:

Adolf Hitler nienawidził Polski całą wolą. Polska leżała w samym środku nazistowskiego Lebensraumu, ideologicznej „przestrzeni życiowej”, którą Niemcy tak pragnęły posiadać. Była zamieszkana przez mieszaninę Słowian i Żydów, których podręczniki nazistowskie klasyfikowały jako Untermenschen, a więc podludzi... Hitler wzywał sobie podległych do działania ze szczególnym okrucieństwem.

Nazistowski plan wobec Polski zakładał wyniszczenie narodu polskiego. Pociągało to za sobą wystąpienie przeciwko polskiemu Kościołowi, szczególnie na terytoriach przyłączonych do Rzeszy. Zdaniem Iana Kershawa, autora biografii Adolfa Hitlera, w jego planie germanizacyjnym dla Europy Wschodniej nie było miejsca dla Kościoła katolickiego. Ludzie Kościoła stanowili w historii narodu polskiego ogromną siłę w walce z obcymi najeźdźcami. Ideologia nazistowska była wroga w stosunku do chrześcijaństwa. Prywatnym sekretarzem Hitlera był wrogo nastawiony do chrześcijaństwa Martin Bormann, również jeden z najważniejszych ideologów niemieckiego nazizmu, późniejszy minister Rzeszy do spraw okupowanych terytoriów wschodnich, Alfred Rosenberg był jawnym wrogiem Kościoła. Rosenberg w swoim wydanym w 1930 Der Mythus des 20. Jahrhunderts napisał, że największymi wrogami Niemców są rosyjscy Tatarzy i Semici. Do tych ostatnich zaliczył chrześcijan, szczególnie katolików.

### Podział terytorium polskiego
Wojskowa kontrola nad terenami zajętego państwa polskiego trwała do 25 października 1939. Następnie Rzesza wchłonęła terytoria bezpośrednio przylegające do Niemiec przed wojną: Prusy Zachodnie, Poznań, Górny Śląsk i Wolne Miasto Gdańsk. Na pozostałym terytorium zagarniętej Polski utworzono Generalne Gubernatorstwo, państwo policyjne, nad którym kontrolę sprawowało SS. Generalnym gubernatorem był Hans Frank. Generalne Gubernatorstwo, jak napisał Davies, stało się „bezprawnym laboratorium nazistowskiej ideologii rasistowskiej”. W Generalnym Gubernatorstwie sytuacja Kościoła była lepsza niż na terenach wcielonych do Rzeszy.

## Prześladowania

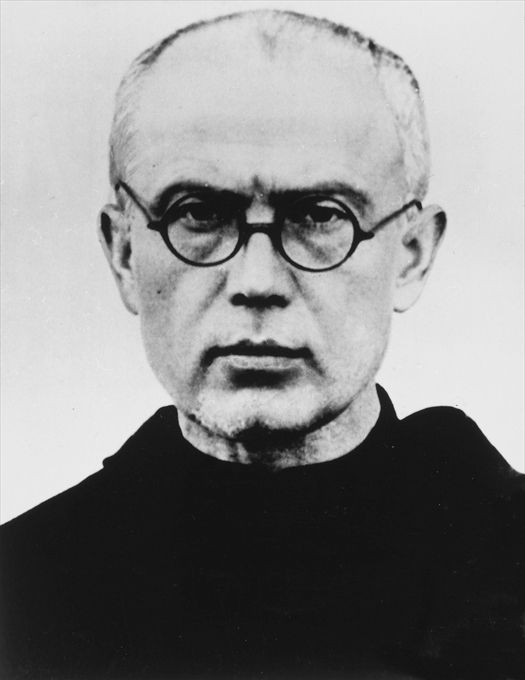
Św. Maksymilian Kolbe aresztowany pierwszy raz 19 września 1939.

Nazistowski terror był dużo bardziej dotkliwy i długotrwały w Polsce niż w jakimkolwiek innym kraju europejskim. Po inwazji w 1939 w życie weszły prawa skazujące na zagładę polskich Żydów oraz prześladowanie z zagładą włącznie elit polskich, nie wyłączając przywódców religijnych. Specjalne jednostki SS zajmowały się wyłapywaniem tych Polaków, którzy mogli być podejrzewani o stawianie oporu: duchownych, urzędników i rzemieślników.
Między majem a lipcem 1940 okupanci niemieccy przeprowadzili na terytorium Generalnego Gubernatorstwa tzw. Nadzwyczajną Akcję Pacyfikacyjną, potocznie nazywaną Akcją AB. Była ona kontynuacją akcji Intelligenzaktion zmierzającej do likwidacji elit politycznych i intelektualnych. Wśród zamordowanych wówczas osób było wielu duchownych i osób zakonnych. Między 1939 a 1945 około 3000 polskich duchownych katolickich straciło życie, co stanowiło 18 procent liczby wszystkich duchownych według danych sprzed niemieckiej i rosyjskiej okupacji. 1992 duchownych zginęło w obozach koncentracyjnych. 16 listopada 1940 Radio Watykańskie podało:

Rozwiązano katolickie organizacje w Generalnym Gubernatorstwie, zamknięto katolickie instytucje edukacyjne, katolickich profesorów i nauczycieli doprowadzono na skraj nędzy, bądź wysłano do obozów koncentracyjnych. Prasa katolicka została zredukowana. W części ziem polskich wcielonych do Rzeszy, przede wszystkim w Poznaniu, katoliccy duchowni i zakonnicy zostali osadzeni w obozach. W innych diecezjach duchowni zostali osadzeni w więzieniach. Cały kraj został pozbawiony opieki duchowej, seminarzyści są w rozproszeniu.

## Terytoria wcielone

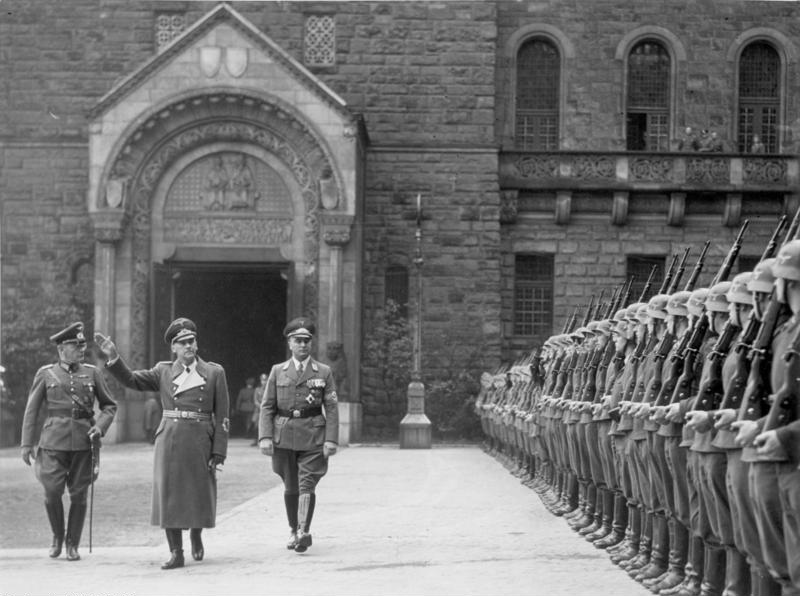
Objęcie urzędu gauleitera przez Arthura Greisera, Poznań 1939

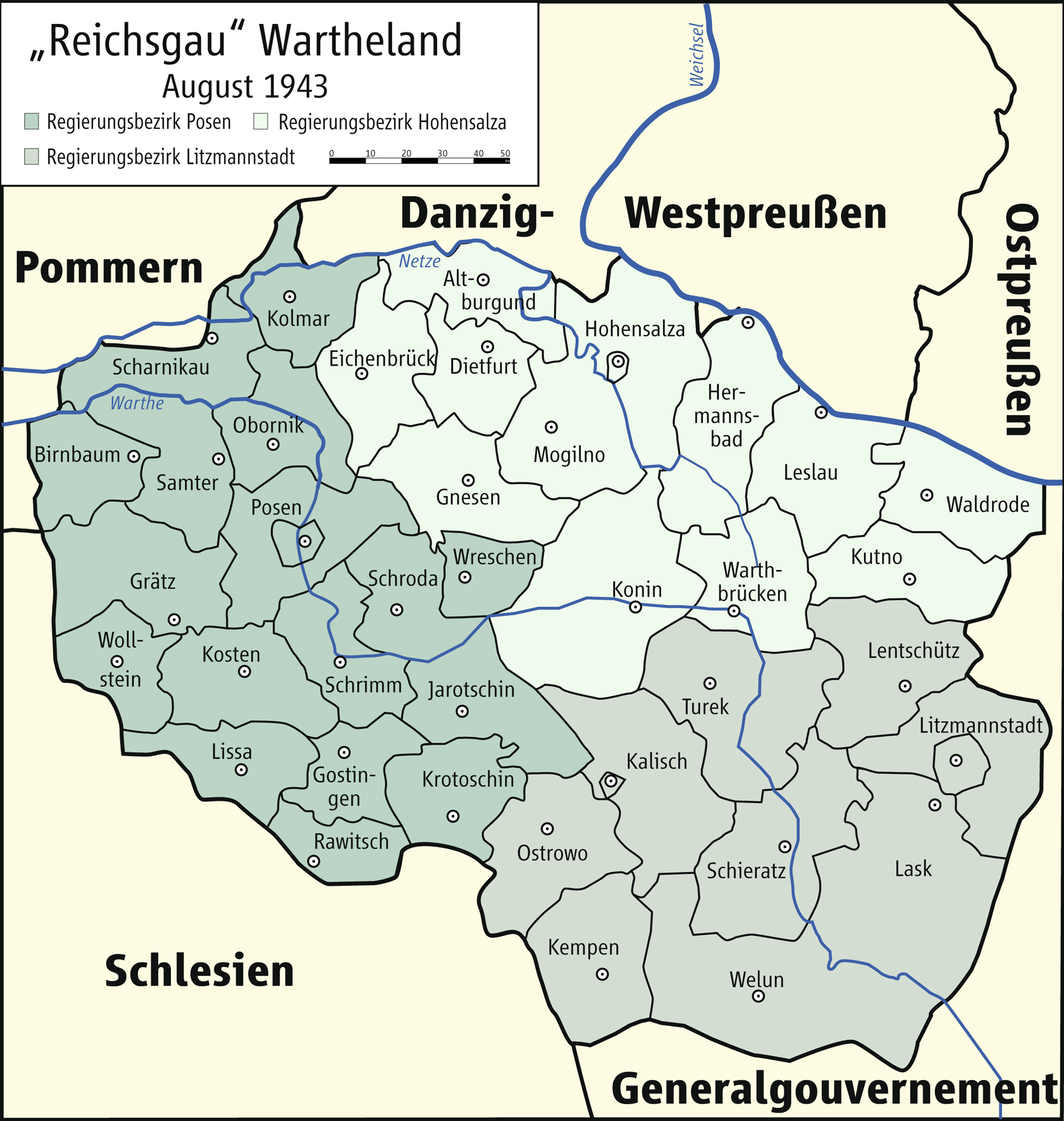
Mapa administracyjna Kraju Warty z podziałem na rejencje i powiaty (sierpień 1943)

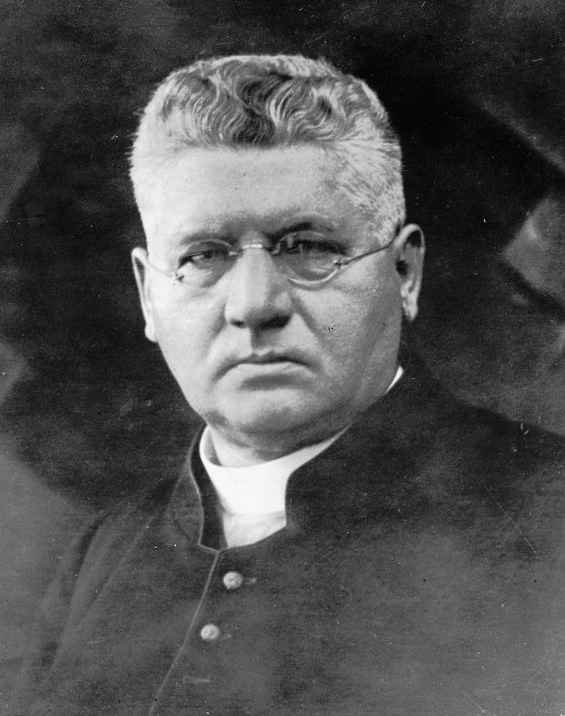
bp Stanisław Adamski

Najostrzejszą politykę przeciwko Kościołowi katolickiemu prowadzili naziści na terenach wcielonych do Rzeszy. Na szeroką skalę prowadzono akcję rozmontowywania Kościoła: aresztowano przełożonych i urzędników Kościoła, wydalano osoby duchowne, zamykano świątynie i klasztory. Wiele osób duchownych zamordowano. Tereny przyłączone do Rzeszy leżały na obszarze katolickich diecezji poznańsko-gnieźnińskiej, chełmińskiej, katowickiej oraz włocławskiej oraz po części diecezji: częstochowskiej, kieleckiej, krakowskiej, łomżyńskiej, łódzkiej, płockiej i warszawskiej. Ludność je zamieszkująca została przeznaczona do zgermanizowania. Polski Kościół katolicki miał zostać wyeliminowany, chociaż pozwolono na działalność duchowieństwa i wiernych niemieckojęzycznych i na swobodne osiedlanie się katolików z Rzeszy.
Dla Hitlera Polska stała się terenem do skolonizowania przez element niemiecki. W rozumieniu ideologii nazistowskiej niżsi kulturowo Polacy mieli zostawić przestrzeń dla rasy panów. Zaraz po zajęciu Polski Heinrich Himmler otrzymał urząd komisarza Rzeszy dla wzmocnienia rasy niemieckiej. Germanizacja na szeroką skalę rozpoczęła się w grudniu 1939 wywózką mężczyzn, kobiet i dzieci. Namiestnik Rzeszy w Kraju Warty Arthur Greiser, zachęcany przez wysokich dygnitarzy zza Odry – Reinharda Heydricha i Martina Bormanna – rozpoczął atak na Kościół. Skonfiskowano własność i fundusze, rozwiązano organizacje kościelne. Według Evansa: „liczni duchowni, zakonnicy, pracownicy administracji kościelnej i urzędnicy zostali aresztowani, deportowani do Generalnej Guberni lub wywiezieni do obozów koncentracyjnych na terenie Rzeszy, albo nawet rozstrzelani. W sumie około 1700 polskich duchownych wysłano do Dachau. Połowa z nich nie przeżyła uwięzienia”. Szef administracji August Friedrich Jäger już wcześniej czynił starania, by doprowadzić do zarażenia narodowym socjalizmem członków Kościoła protestanckiego w Prusach. W Polsce Jäger zyskał przydomek „Kirchen-Jäger” (niem. łowczy kościoła), ze względu na swoją zaciekłą wrogość w stosunku do Kościoła. Jak napisał Evans: „Pod koniec 1941 polskojęzyczny Kościół katolicki został skutecznie wyjęty spod prawa w Kraju Warty. Germanizacją objęto w większym lub mniejszym stopniu także inne terytoria, pomimo encykliki wydanej przez papieża już 27 października 1939, w której wypowiedział się on przeciwko prześladowaniom.
W Prusach Zachodnich 460 polskich duchownych zostało aresztowanych, na ogólną liczbę 690 pracujących na tamtych terenach przed wybuchem wojny. Tylko 20 polskich duchownych pozostawało na swoich placówkach w 1940. Z 460 aresztowanych 214 zamordowano, pozostałych wywieziono do Generalnej Guberni. W diecezji włocławskiej zabito 49,2% duchowieństwa, w chełmińskiej 47,8, w łódzkiej 36,8, w poznańskiej 31,1. W archidiecezji warszawskiej Niemcy zabili 212 duchownych, w wileńskiej 92, lwowskiej 81, krakowskiej 30, kieleckiej 13. Ciężki los dotknął również zakonnice: 400 sióstr zostało internowanych w bojanowskim obozie koncentracyjnym. Wielu seminarzystów i osób zakonnych zostało przymuszonych do katorżniczej pracy. W Poznaniu pozostawiono czynne tylko dwa kościoły, w Łodzi cztery.
Prześladowania dotknęły hierarchię kościelną. Niektórych biskupów przymuszono do ustąpienia, innych aresztowano lub nawet zamordowano. Do obozów koncentracyjnych trafili biskupi: Marian Leon Fulman, Władysław Goral, Michał Kozal, Antoni Julian Nowowiejski i Leon Wetmański. Duchownych wysyłano do obozów w: Sachsenhausen, Dachau, Soldau i Auschwitz-Birkenau.
W Katowicach Niemcy początkowo tolerowali bpa Stanisława Adamskiego. W 1941 deportowano go jednak do Generalnego Gubernatorstwa. W czasie powstania warszawskiego bp Adamski był jedynym biskupem, który pełnił posługę duszpasterską wśród powstańców.

## Sprawozdanie kardynała Hlonda

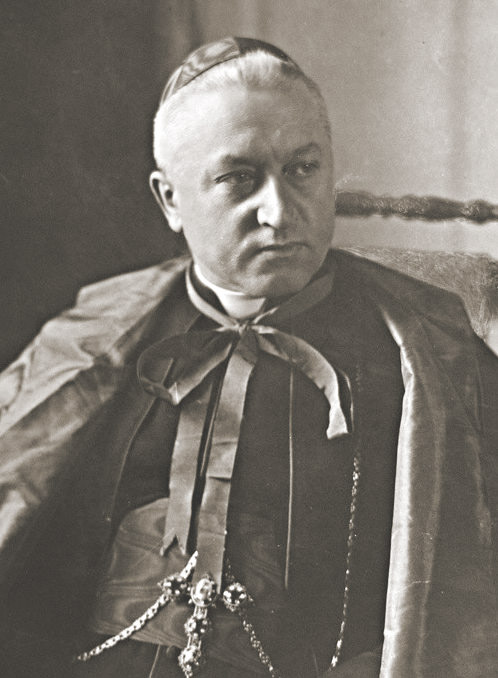
Kard. August Hlond

Zaraz po inwazji prymas kard. August Hlond przedstawił Stolicy Świętej sprawozdanie o sytuacji prześladowanego Kościoła w Polsce. Napisał o konfiskatach majątku i nadużyciach w stosunku do kleru i osób konsekrowanych na terenie archidiecezji gnieźnieńskiej:

Wielu księży zostało uwięzionych, znosząc upokorzenia, razy i złe traktowanie. Pewna ich liczba została wywieziona do Niemiec… Inni zostali zatrzymani w obozach koncentracyjnych… Nie rzadko widuje się księży w grupach ludzi przymuszanych do pracy w polu… Niektórych zamykano na noc w chlewikach, barbarzyńsko bito, inni znosili tortury… Kanonik Kazimierz Stepczyński został przymuszony wraz z jednym żydem do wywożenia ludzkich ekskrementów. Proboszcz, który chciał go w tym zastąpić, został brutalnie pobity kolbą karabinu.

Ograniczono godziny otwarcia kościołów, które mają jeszcze swoich księży do niedzielnych poranków między 9 a 11. Dopuszczone zostały kazania tylko w języku niemieckim. Zakazano polskich pieśni. Usunięto krucyfiksy ze szkół i zakazano nauki katechizmu. Rozwiązano Akcję Katolicką i katolickie dzieła miłosierdzia, jak Stowarzyszenie św. Wincentego a Paulo, konfiskując ich fundusze. Zburzono kaplice i usunięto figury z miejsc publicznych.
Kard. Hlond informował, iż duchowni w archidiecezji poznańskiej znieśli podobne prześladowania jak w diecezji gnieźnieńskiej. Liczni zostali rozstrzelani, wywiezieni, uwięzieni lub słuch po nich zaginął. Naziści niemieccy zamknęli w Poznaniu: Narodowe Centrum Akcji Katolickiej, rozwiązali Papieskie Stowarzyszenie Krzewienia Wiary, Stowarzyszenie Kobiet Katolickich i katolickie bractwa młodzieży. Zamknięto katolickie media i zakazano istnienia jakichkolwiek organizacji kościelnych. Prezesi Akcji Katolickiej zostali uwięzieni. Prezes Akcji Katolickiej Młodzieży Edward Potworowski został rozstrzelany na rynku w Gostyniu. Przewodnicząca żeńskiej sekcji młodzieżowej została wydalona do Generalnej Guberni. Gestapo skonfiskowało archiwa kurii i sądu metropolitalnego. Pałac arcybiskupi zajęło wojsko. Zamknięto katedrę poznańską. W budynku seminaryjnym urządzono szkołę policyjną. Zatrzymywaną po mszach świętych polską młodzież wywożono do Rzeszy.
Kard. Hlond informował, iż w diecezji chełmińskiej, której obszar wcielono do Rzeszy, prawie całkowicie zamarło życie religijne. Katedrę zamieniono na garaż, niszcząc zabytkową figurę Matki Bożej. Splądrowano również rezydencję biskupa. Torturowano zarówno osoby duchowne, jak i katolików świeckich, przejmując własność kościelną. Z 650 duchownych zostało 20. Pozostałych uwięziono, deportowano lub przymuszono do katorżniczej pracy, szereg z nich przypłaciło to życiem:

Stwierdzono, że w diecezji chełmińskiej duża grupa duchownych została rozstrzelana. Nie znamy jeszcze dokładnej liczby ani okoliczności. Władze zawiesiły nad tą sprawą zasłonę milczenia. Prawie wszystkie kościoły zostały zamknięte i zajęte przez Gestapo... wszystkie krzyże i przydrożne znaki religijne zostały zniszczone... 95 procent księży zostało uwięzionych, wydalonych lub też znieważonych na oczach wiernych... zamordowano wszystkich wpływowych katolików.

Prymas informował o podobnych aktach przemocy i terroru w diecezjach katowickiej, łódzkiej oraz włocławskiej, których tereny również zostały wcielone do Rzeszy. W końcowej części raportu dla papieża Piusa XII kard. Hlond napisał:

Hitleryzm dąży do systematycznego i całkowitego zniszczenia Kościoła katolickiego na bogatych i żyznych terytoriach Państwa Polskiego wcielonych do Rzeszy... Z całą pewnością wiemy o rozstrzelaniu 35 księży, ale prawdziwa liczba ofiar... niewątpliwie może być ich ponad stu... W wielu rejonach życie Kościoła zostało całkowicie stłamszone, prawie wszyscy duchowni wydaleni... katolickie świątynie i cmentarze są w rękach najeźdźców... Nie może być mowy o żadnym kulcie katolickim.... Klasztory męskie i żeńskie z wielką przebiegłością zostały zamknięte... Własność kościelna została splądrowana przez najeźdźców.

## Duchowieństwo polskie podczas okupacji
Osiemdziesiąt procent duchowieństwa katolickiego i pięciu biskupów z Kraju Warty zostało wysłanych w 1939 do obozów koncentracyjnych, część z nich czczona jest w grupie stu ośmiu męczenników II wojny światowej. Około półtora miliona Polaków zostało wywiezionych na roboty do Niemiec. Traktowani jako niżsi rasą, zobowiązani byli do noszenia specjalnego oznaczenia na ich ubiorze, jakiekolwiek relacje seksualne z Polakami karane były śmiercią. Poza holocaustem polskich Żydów, szacuje się, iż od 1,8 do 1,9 miliona polskich cywilów zostało zabitych podczas okupacji niemieckiej w czasie II wojny światowej. Setki polskich duchownych i sióstr zakonnych znajdują się w liczbie ponad 6000 polskich katolików uhonorowanych za pomoc w ratowaniu Żydów.

### Duchowieństwo w Dachau
Obóz w Dachau został założony w marcu 1933, jako pierwsza tego typu nazistowska instytucja. Służył przede wszystkim jako obóz dla więźniów politycznych. Przez Dachau przeszło około 2720 osób duchownych, w większości katolickich. Niemcy ustanowili nawet specjalny barak dla duchowieństwa sprzeciwiającego się nazizmowi. Spośród 2720 duchownych uwięzionych w Dachau 2579 było katolikami (95 procent). 1034 zmarło w obozie, zaś 132 zostało przewiezionych lub wywiezionych w celu eksterminacji. W badaniach przeprowadzonych w 1966 R. Schnabel wykazał inną liczbę duchownych, mianowicie 2771. Badacz sporządził listę, wymieniając przy nazwisku każdego duchownego, jaki spotkał go los. Według jego badań 692 duchownych zmarło w obozie, zaś 336 zostało wysłanych poza obóz w celu eksterminacji, w tzw. transportach inwalidów.
Dokładna liczba duchownych uwięzionych w Dachau jest trudna do ustalenia. Niektórzy duchowni nie byli uznani za kler przez władze obozowe. Również sami duchowni, przede wszystkim Polacy, obawiając się prześladowań, ukrywali swoją przynależność do duchowieństwa. Jednakże zdecydowanie największa liczba duchownych pochodziła z Polski. Na 1748 duchownych z Polski, 868 zmarło w obozie. Od roku 1940 Dachau stał się obozem przeznaczonym głównie dla duchownych. Księży przetrzymywano w blokach 26, 28 i czasowo w 30. Blok 26 był międzynarodowy, zaś w bloku 28 przetrzymywano Polaków, jako grupę najliczniejszą.
Naziści niemieccy zaprowadzili hierarchię rasistowską, celowo trzymając Polaków w gorszych warunkach, dla uwięzionych księży niemieckich rezerwując swego rodzaju lepsze. W grudniu 1941 przybyło 697 duchownych z Polski. Kolejnych 500 polskich duchownych, przeważnie starszych wiekiem, przywieziono w październiku 1942. Nie posiadali ciepłych ubrań. Z tej drugiej grupy przeżyło tylko 82. Duża grupa polskich duchownych została przez Niemców wybrana do doświadczeń medycznych. W listopadzie 1942 dwudziestu zakażono flegmoną. Stu dwudziestu użył dr Schilling dla swoich eksperymentów nad malarią między lipcem 1942 a majem 1944. Szereg polskich duchownych straciło życie w tzw. transportach inwalidów. Inni zostali zabici na terenie obozu, a po ich śmierci wystawiono fałszywe akty zgonu. Duchowni ginęli też przez okrutne kary, które wymierzano im za wykroczenia, bito ich na śmierć lub kazano biegać aż do całkowitego wyczerpania.
Polskim duchownym nie było wolno prowadzić jakiejkolwiek religijnej działalności. Wśród duchownych umieszczano element antyreligijny, by donosił, gdyby zakaz został w jakikolwiek sposób złamany. Niektórym księżom udawało się po kryjomu odprawić mszę świętą w miejscu pracy. Zakazy uległy złagodzeniu w 1944. Polakom pozwolono na celebrowanie raz w tygodniu. Gdy Niemcy odnosiły porażki na froncie, Polakom pozwolono na wchodzenie do kaplicy. Jakakolwiek działalność religijna poza kaplicą była zakazana. Władze obozowe zabroniły świeckim wiernym brania udziału w nabożeństwach w niemieckiej kaplicy. Niemieccy duchowni, bojąc się, że sami stracą przywilej posiadania kaplicy, pilnowali, by nikt z wiernych tam się nie dostał. W ten sposób również żaden polski duchowny nie był przez nich dopuszczany. Polscy duchowni pozwalali świeckim na branie udziału w niedzielnych mszach, odprawianych przez nich w ukryciu. Kraj pochodzenia chętnego do udziału w liturgii nie miał żadnego znaczenia.

## Stawianie oporu

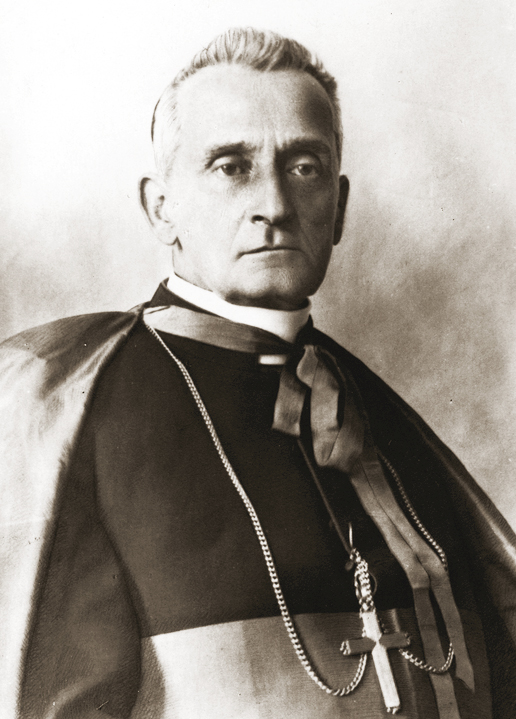
bp Adam Sapieha

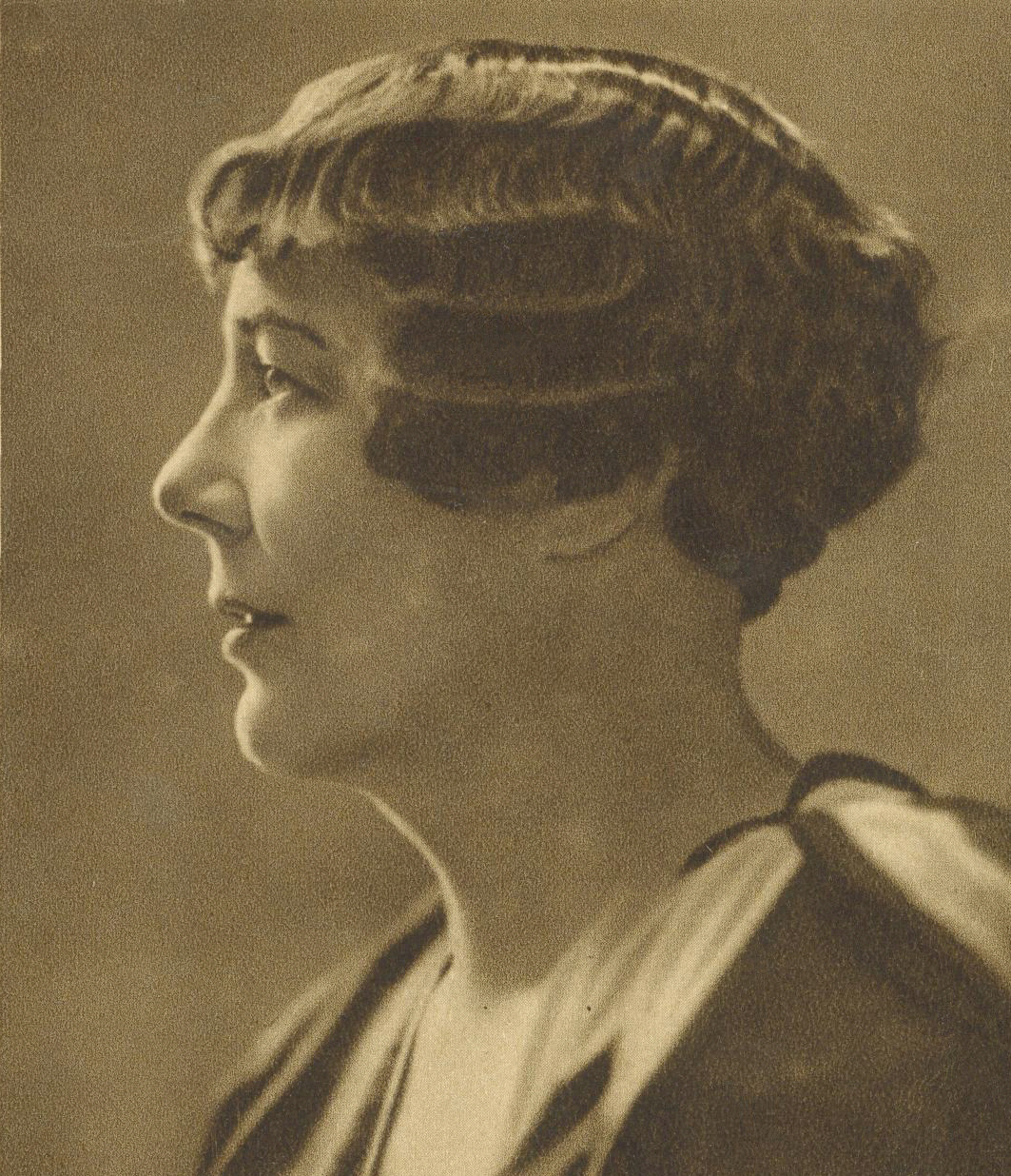
Zofia Kossak-Szczucka

Polskie Państwo Podziemne i podziemne siły zbrojne, lojalne wobec Rządu Rzeczypospolitej Polskiej na uchodźstwie stawiały opór Niemcom. Wsparcie dla ich działań ze strony Londynu uległo komplikacji po inwazji hitlerowskich Niemiec na Związek Radziecki. Stalin, zamierzając po pokonaniu Niemiec, zainstalować w Polsce komunistyczny reżim, dopuścił do brutalnego rozprawienia się przez nazistów z uczestnikami powstania warszawskiego w 1944. Zginęło wówczas 200 000 cywilów. Zachodni alianci ostatecznie uznali wyższość promoskiewskiego rządu nad prawowitym rządem polskim, rezydującym w Londynie. Było to wstępem do sowietyzacji Polski.
Dowództwo Armii Krajowej było świadome związku jaki istniał między morale Polaków i ich życiem religijnym. Katolicyzm był nieodzowną siłą dla stawiających opór, szczególnie podczas powstania warszawskiego. Mimo prześladowań katoliccy księża wzmacniali ducha narodowego i namawiali do oporu na terenie okupowanej Polski. Duchowni uczestniczyli w ruchu oporu. Tysiące Polaków zostało uhonorowanych jako sprawiedliwi wśród narodów świata za pomoc Żydom, stanowiąc najliczniejszą z grup narodowych. W tych tysiącach były setki duchownych i zakonnic.
Arcybiskup krakowski Adam Stefan Sapieha stał się formalnym przywódcą polskiego Kościoła katolickiego w latach wojny. Sapieha odważnie krytykował nazistowski terror. Odegrał ogromną rolę jako symbol oporu i narodowej dumy. Niezaprzeczalny był też jego udział w ratowaniu Żydów. W Krakowie otworzył podziemne seminarium duchowne, którego alumnem był Karol Wojtyła, przyszły papież Jan Paweł II. Wojtyła był uczestnikiem działającego w podziemiu Teatru Rapsodycznego Mieczysława Kotlarczyka. Teatr działał pod auspicjami organizacji katolickiej Unia.
W 1941 polska pisarka Zofia Kossak-Szczucka założyła w Warszawie wraz z ks. Edmundem Krause ze Zgromadzenia Misjonarzy Wincentego à Paulo tajną organizację katolicką Front Odrodzenia Polski, mającą być kontynuacją działającej przed okupacją Akcji Katolickiej. W imieniu tej organizacji Kossak opublikowała „Protest!”, wyrażający sprzeciw środowisk katolickich wobec holocaustu Żydów na terenie okupowanej Polski. W 1942 Kossak wraz z Wandą Krahelską powołały do istnienia Tymczasowy Komitet Pomocy Żydom, przekształcony następnie w Radę Pomocy Żydom „Żegota”. W 1943 Kossak została aresztowana i wywieziona do Auschwitz-Birkenau. Uwolniono ją dzięki staraniom władz podziemnych w 1944. Dzięki działalności „Żegoty” uratowano tysiące Żydów.
Przedwojenna Polska posiadała bardzo dużą populację Żydów, zdaniem Daviesa, największa ich liczba została zarówno zabita, jak i uratowana na terenie okupowanego kraju, więcej niż w jakimkolwiek innym państwie europejskim. Uratowało się 100–150 000 Żydów. Według Daviesa, powojenne władze komunistyczne, jako część swojego planu likwidacji jakichkolwiek oponentów politycznych, przesadzały z zarzutami o antysemityzm względem katolików, wśród których grom osób stanowili opozytorzy holocaustu, jak to miało miejsce np. w przypadku „Żegoty”. Setki duchownych i sióstr zakonnych było zaangażowanych w pomoc polskim Żydom. Skala tej pomocy jest trudna do udokumentowania. Dużą rolę odegrały wspólnoty zakonne. Od 1941 za pomoc Żydom groziła kara śmierci. Przykłady:
- przełożona prowincji warszawskiej Zgromadzenia Sióstr Franciszkanek Rodziny Maryi s. Matylda Getter CSFFM w warszawskich Płudach przechowała liczną grupę żydowskich dzieci[45].
- w Kolonii Wileńskiej s. Anna Borkowska przechowała mężczyznę, uciekiniera z wileńskiego getta[46].
- siostry Zmartwychwstanki w Mirze przechowały Żyda Shmuela Oswalda Rufaisena, który po wojnie został karmelitą (o. Daniel)[47].
- w klasztorze karmelitanek w Sosnowcu schronienia Żydom udzielała s. Teresa Janina Kierocińska CSCIJ[48].

W pomoc Żydom angażowali się też biskupi. Biskup pomocniczy piński Karol Niemira, dzięki współpracy z organizacjami podziemnymi, utrzymywał kontakt z Żydami w getcie warszawskim. Przechowywał również Żydów w swoim warszawskim domu.
Gdy w 1942 Armia Krajowa odkryła prawdziwe losy wywożonych z warszawskiego getta Żydów, we współpracy z organizacjami katolickimi utworzono „Żegotę”. Organizacja skupiała się przede wszystkim na ratowaniu żydowskich dzieci. Trudno było organizować ataki na dobrze strzeżone transporty dorosłych. „Żegota” przygotowywała fałszywe papiery i dzięki dobrze działającej siatce konspiracyjnej, dzieci trafiały w bezpieczne miejsca. Często trafiały do prowadzonych przez Kościół katolicki sierocińców i klasztorów.
Katolicki zapał religijny był charakterystycznym rysem powstania warszawskiego w 1944. Faktyczny dowódca całości sił powstańczych gen. Antoni Chruściel wydał specjalną instrukcję dla żołnierzy pierwszej linii, dotyczącą swobody modlitwy, odmawiania różańca i korzystania z sakramentu spowiedzi świętej. Mówiła ona również o wolności w celebrowaniu świąt religijnych. Chociaż zburzone zostały klasztory, wspólnoty, których były siedzibami, w jakimś stopniu wciąż istniały. Wiele zgromadzeń żeńskich ofiarowywało swoje modlitwy za powodzenie powstania. Kler był zaangażowany na wielu polach, jako kapelani wojskowi lub też posługujący chorym i umierającym. Śmiertelność wśród zakonnic była większa niż wśród zwykłych obywateli. Gdy SS-mani schwytali zakonnicę, wzbudzała w nich szczególną furię, której owocem był zazwyczaj gwałt i wymyślne morderstwo. Zdaniem Norman Daviesa, duch walki szedł w parze z duchem religijnym.
Wspólnoty zakonne nie opuściły miasta w czasie powstania, zamieniając krypty i podziemia na schrony i szpitale polowe, angażując się w najróżniejszy sposób w życie polskiej społeczności. Klasztor sakramentek w Warszawie przy Rynku Nowego Miasta, do którego przez wieki nie wpuszczono żadnego mężczyzny, służył za ważny punkt strategiczny dla Armii Krajowej. Sakramentki otwarły drzwi klasztoru dla uchodźców, posługując im jako pielęgniarki i przygotowując posiłki. Gdy Niemcy zaoferowali przełożonej możliwość ewakuacji sióstr, ta, w trosce o morale żołnierzy i cywilów, odmówiła. Według Daviesa, siostry zgromadziły na modlitwie wokół tabernakulum setki uchodźców. Gdy klasztor został zbombardowany przez niemieckie samoloty, kościół zawalił się z ogromnym hukiem. Podczas gdy powstańcy rozkopywali gruzowisko, by uratować tych, którzy przeżyli, zakonnice śpiewały, by łatwiej można było odnaleźć ocalałych. Po otwarciu przejścia, spomiędzy ruin wyszło szeregiem kilka sióstr, którym powstańcy zasalutowali.

## Męczennicy
Kościół w Polsce oddaje cześć grupie 108 błogosławionych męczenników oraz 11 męczennicom z Nowogródka zamordowanym przez Gestapo w 1943. Wśród zamordowanych przez nazistów polskich duchownych jest też św. Maksymilian Kolbe OFMConv., kanonizowany 10 października 1982. Maksymilian Kolbe udzielił schronienia w klasztorze w Niepokalanowie 2000 Żydom. Trwa proces beatyfikacyjny katolickiej rodziny Ulmów, zamordowanej bestialsko w Markowej 24 marca 1944. Ulmowie stanowią część tzw. drugiej grupy sług Bożych męczenników z okresu II wojny światowej, których proces beatyfikacyjny rozpoczął się w 2003. W tej drugiej grupie znajdują się zarówno księża diecezjalni jaki zakonni, siostry zakonne, alumni, jak i osoby świeckie.

## Papież Pius XII

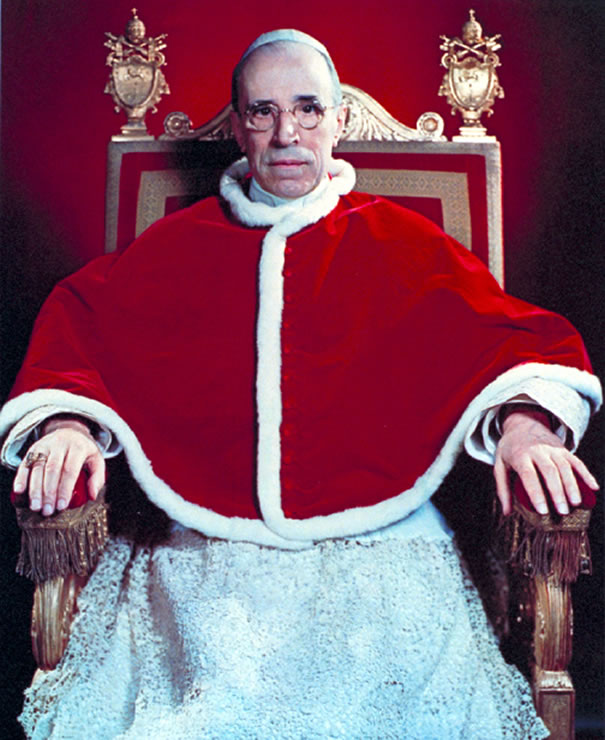
Pius XII

Przywiązanie Polski do papiestwa sprawiło, nadały jej losowi szczególnego znaczenie, którego byli świadomi zarówno naziści, jak i komuniści. Kościół na ziemiach polskich był dobrze zorganizowany i duchowieństwo cieszyło się szczególnym szacunkiem. Zdaniem Józefa Garlińskiego, tysiącletnie powiązania polskiego Kościoła z Rzymem, dawały mu pewną ochronę. W Rzeszy niemieckiej żyło 30 milionów katolików, uznających władzę duchową papieży, każdy sięgający po władzę, chociażby nie wiadomo jak wrogo nastawiony do Watykanu, musiał to wziąć pod uwagę. W marcu 1939, na kilka miesięcy przed wybuchem wojny, następcą Piusa XI został Pius XII. Nowy papież spotkał się z agresywną polityką zagraniczną nazistowskich Niemiec. Widział również zagrożenie jakie wisiało nad Europą i Kościołem ze strony sowieckiego komunizmu jawnie głoszącego ateizm. Papież chciał uniknąć wojny. Był ignorowany, podczas gdy Niemcy i Związek Radziecki potraktowały Polskę jak kolonię. W swojej pierwszej encyklice Summi Pontificatus z 20 października 1939 Pius XII zareagował na zajęcie Polski. Encyklika oceniła wojnę Hitlera jako niechrześcijańską i z następującymi słowami zwróciła się do Polski:

Godzina, w której dajemy wam pierwszą Naszą encyklikę, przedstawia się Nam z wielu powodów prawdziwie godziną ciemności. W niej duch przemocy i niezgody wylewa... niezliczone klęski i niewypowiedziane cierpienia. Narody pogrążone w odmętach wojny są może dopiero u początków boleści, a oto już tysiące rodzin zostały dotknięte przez śmierć, zniszczenie, łzy i nędzę. Krew tysięcy ludzi, nawet tych, którzy nie brali udziału w służbie wojskowej, a jednak zostali zabici, zanosi bolesną skargę, zwłaszcza w Polsce, narodzie tak Nam drogim, tej Polsce, która przez swą niezłomną wierność dla Kościoła i przez wielkie zasługi, jakie zdobyła, broniąc chrześcijańskiej kultury i cywilizacji – o czym historia nigdy nie zapomni – ma prawo do ludzkiego i braterskiego współczucia całej ludzkości. Położywszy swą ufność w Bogarodzicy Dziewicy, Wspomożyciele Wiernych, czeka ona upragnionego dnia, w którym, jak tego domagają się zasady sprawiedliwości i prawdziwie trwałego pokoju, wyłoni się wreszcie zmartwychwstała z owego jak gdyby potopu, który się na nią zwalił.

Nuncjusz w Polsce bp Filippo Cortesi opuścił Warszawę wraz z korpusem dyplomatycznym po napaści Niemiec na Polskę. Za komunikację między Stolicą Apostolską a Kościołem polskim odpowiedzialny był odtąd nuncjusz w Niemczech Cesare Orsenigo. Bronienie interesów Kościoła na terenach włączonych do Rzeszy stało w sprzeczności z zabiegami o polepszenie stosunków Watykanu z Berlinem oraz własną sympatią dla Faszyzmu. Dostępną linią komunikacji była osoba kard. Hlonda. Papież negatywnie ustosunkował się do żądań Berlina, by obsadzić biskupstwa na terenach wcielonych do Rzeszy purpuratami niemieckimi. Watykan bronił się, tłumacząc, iż nie jest to możliwe, dopóki nie zostaną uznane trwałe granice przypieczętowane traktatami pokojowymi. W Polsce oczekiwano jednak silniejszej reakcji ze strony Stolicy Świętej.
W kwietniu 1940 Stolica Święta poinformowała rząd Franklina Delano Roosevelta, jej starania o dostarczenie pomocy humanitarnej są blokowane przez Niemcy. W związku z tym Watykan sugerował, iż należy szukać jakiejś drogi pośredniej, np. przez działania amerykańskiego Komitetu Hoovera. W 1942 na rocznym zgromadzeniu Narodowej Katolickiej Rady Społecznej (ang. National Catholic Welfare Council), w skład której wchodzili amerykańscy hierarchowie kościelni, poinformowano, iż znając raport kard. Hlonda, Pius XII stanowczo potępił działania niemieckich władz okupacyjnych skierowane przeciwko Kościołowi na ziemiach polskich. Zgromadzeni hierarchowie zwrócili uwagę na treść papieskiej encykliki z 20 października 1939. W wystąpieniu do kolegium kardynalskiego z okazji Wigilii Bożego Narodzenia 1939 papież ponownie potępił okrucieństwa wobec ludności cywilnej, uchodźców, osób w podeszłym wieku, kobiet i dzieci oraz lekceważenie ludzkiej godności, wolności i życia, jakie miały miejsce w wojnie polskiej, uznając je za działania wołające o pomstę do nieba.
W styczniu 1940 Watykan informował światową opinię publiczną o terrorze jakiego dopuszczali się naziści względem narodu polskiego. W listopadzie 1940 Radio Watykańskie informowało iż życie religijne katolików w Polsce wciąż jest w brutalny sposób prześladowane i że 400 duchownych zostało wywiezionych do Rzeszy w poprzednich miesiącach.
Na Gdańsku-Prusach Zachodnich nazistowski gauleiter Albert Forster pozwolił na pracę duszpasterską niemieckich księży, oczekując, iż Polacy sami ulegną germanizacji. Niemieccy katolicy oraz protestanci w Kraju Warty, znoszący szczególne naciski ze względu na agresywną politykę antypolską gauleitera Arthura Greisera, zwrócili się o pomoc do Konferencji Episkopatu Niemiec, domagając się reakcji papieża. Zdaniem Garlińskiego reakcja Watykanu nie była wystarczająca. Chociaż stosunek Piusa XII do Hitlera był jednoznaczny, jeszcze jako kardynał sekretarz stanu wystosował między 1933 a 1939 45 not protestacyjnych, papież obawiał się jednak o los 150 milionów katolików, którzy pozostawali w Europie na łasce Trzeciej Rzeszy.